# Olivera (Uruguay)
Olivera es una localidad uruguaya del departamento de Salto, municipio de Colonia Lavalleja.

## Ubicación
La localidad se encuentra situada en la zona norte del departamento de Salto, al sur de la cuchilla de los Arapeyes, entre los ríos Arapey Grande y Arapey Chico. A ella se accede desde el km 113 de la ruta 4, de la cual dista 9 km.

## Población
Según el censo de 2011 la localidad contaba con una población de 145 habitantes.
| --            | -- | 145 |
| (Fuente: INE) |    |     |